# Eupithecia mystiata
Eupithecia mystiata là một loài bướm đêm trong họ Geometridae.